# Xã Monroe, Quận Clark, Indiana
Xã Monroe (tiếng Anh: Monroe Township) là một xã thuộc quận Clark, tiểu bang Indiana, Hoa Kỳ. Năm 2010, dân số của xã này là 5.402 người.